# Майский (Чечня)
Майский (чечен. Ӏумхи-КӀотар) — посёлок в Грозненском районе Чеченской Республики. Входит в состав Побединского сельского поселения.

## География
Посёлок расположен в Алханчуртской долине, у южного подножья Терского хребта, в 30 км к северо-западу от центра сельского поселения — Побединское и в 36 км к северо-западу от города Грозный.
Ближайшие населённые пункты: на западе и северо-западе — село Горагорск, на севере — село Орлиное, на северо-востоке — село Зебир-Юрт, на востоке — село Бартхой и на юго-востоке — село Нагорное.

## История
В 1977 году указом Президиума ВС РСФСР посёлок МТФ Майское совхоза «Грозненский молочный» был переименован в Майский.

## Население
| 1990 | 2002 | 2010 |
| ---- | ---- | ---- |
| 172  | ↗212 | ↘176 |